# Badis (Marroc)
Badis són unes ruïnes del Marroc, que fou una antiga ciutat a la costa mediterrània a 110 km al sud-est de Tetuan entre el país dels Ghumara (gomeres) i el Rif; a la zona hi viuen els Banu Yattufat (Beni Yitufut). Es troba a la desembocadura d'un torrent (Tala n-Badis, vulgarnent Talembades). Podria ser la clàssica Parietina esmentada a l'Itinerari d'Antoní.
Fou part del regne de Nakur, i després dels idríssides, almoràvits, almohades i benimerins; els tres darrers el van utilitzar com port de guerra. Tenia certa importància sota el marínida Abu Said (1310-1331) i pagava el mateix impost que Melilla i que Larraix. Badis disposava d'un arsenal i unes drassanes. La població es dedicava a la pesca i la pirateria i era seu del govern del Rif que abraçava tota la costa i algunes tribus de l'interior (Bukkuya, Banu Mansur, Banu Khalid, Banu Yadir).
Enfront, a uns 100 metres, hi ha uns illots rocosos, el més gran anomenat Penyal de Vélez de la Gomera, i que van ocupar el 1508, ocupació que va durar fins al 1520. El 1526 el sultà wattàsida Abu Hassun, destronat pel seu germà, va rebre com a feu el Rif amb seu a Badis (i per això fou anomenat al-Badisi). El 1554 va cedir la ciutat i les illes als seus aliats turcs d'Alger que en van fer un niu de pirates operant a l'estret de Gibraltar. El sultà sadita Abd Allah al-Ghalib va veure aquesta activitat i la presència turca de molt mal ull, ja que podia ser una base per la conquesta del seu regne, i el 1564 va cedir la ciutat i les illes a Espanya; els habitants marroquins foren evacuats. La ciutat va quedar despoblada i aviat va caure en ruïnes. El penyal encara el conserven els espanyols.
El 1927 els espanyols van fundar al seu lloc l'anomenada Vila Jordana, en la qual el juliol de 1928 fou creada la Junta de Serveis Municipals. Després el seu nom fou canviat a Torres de Alcalá; un decret de 29 de desembre de 1926 va dissoldre la junta local consultiva. Fou evacuada pels espanyols el 1956. Forma un llogaret que es diu Torres Kal'a (francès Torres el-Kal'a).
El nom Badis els espanyols el van transformar en Vélez (Vélez-Málaga) igual que una vila a la costa andalusa, antiga Balish.